# Эриксен, Сюзанна
Сюзанна Эриксен (нем. Susanne Erichsen, урожд. Сюзанна Фирле (Susanne Firle); 30 декабря 1925, Берлин — 13 января 2002, Берлин) — немецкая королева красоты, манекенщица, фотомодель и предприниматель.

## Биография
К концу войны Сюзанна Фирле выучилась на киномонтажёра и работала на киностудии в Бабельсберге. В первые послевоенные дни Сюзанна познакомилась с норвежским инженером Свеном Эриксеном, который пообещал вывезти её в Норвегию, и спустя четыре недели 15 июня 1945 года Сюзанна вышла за него замуж. На следующий день молодожёнов как иностранцев выдворили из советского сектора города, пообещав отправить в Норвегию через Москву вместе с группой дипломатов и журналистов. Но из Москвы супругов Эриксен отправили не в Норвегию, а в лагерь в Сталиногорске на принудительные работы по восстановлению города. Супругов разлучили, и Сюзанна никогда больше не видела мужа. Она вернулась на родину только в 1947 году. В Германии Сюзанна занялась фотографией и журналистикой, работала фотомоделью. Во время отпуска на Зильте в начале лета 1950 года Сюзанна приняла участие в конкурсе красоты «Мисс Шлезвиг-Гольштейн» и победила в нём. 2 сентября 1950 года в Баден-Бадене 24-летняя берлинка удостоилась титула «Мисс Германия» и оказалась в центре скандала. Пять из семи членов жюри конкурса заявили протест против избрания Эриксен, поскольку претендентка уже состояла в браке. Спустя несколько месяцев брак Сюзанны был официально аннулирован. 9 сентября Сюзанна Эриксен приняла участие в конкурсе «Мисс Европа», проходившем в Римини. В 1952 году Эриксен в качестве «посла немецкой моды» отправилась в США, где задержалась на 11 с лишним лет. Американская пресса была восхищена брюнеткой из Германии и нарекла её «чудо-фройляйн». Так в последующие годы в США стали называть молодых и желанных немецких красавиц. Журнал Life посвятил Сюзанне Эриксен статью на четыре страницы. Востребованная и популярная модель зарабатывала в нью-йоркском агентстве Frances Gill почти 100 долларов в час, что по тем временам в пересчёте на немецкие марки более чем в полтора раза превышало ежемесячную заработную плату рабочего в Германии.
Вернувшись из США, Сюзанна Эриксен занялась собственной коллекцией модной одежды. Она основала компанию Susanne Erichsen Teenager Modelle GmbH, открыла магазин на Курфюрстендамм и организовала производство в берлинском районе Темпельхоф. Именно Сюзанна Эриксен ввела в обиход в Германии английское слово teenager. В 1967 году Эриксен открыла в берлинском Europa-Center школу фотомоделей и долгое время руководила её работой. В начале 2002 года Эриксен умерла от последствий инсульта в доме престарелых. Её автобиографию закончила её соавтор, издательница Доротея Хансен.

## Сочинение
- Susanne Erichsen: Ein Nerz und eine Krone. Die Lebenserinnerungen des deutschen Fräuleinwunders. Econ, München, 2003; ISBN 3-430-12547-2